# Famille Le Gras du Luart
La famille Le Gras du Luart est une famille subsistante de la noblesse française, originaire de la Sarthe, puis établie à Paris, anoblie par charge en 1589. Elle compte parmi ses membres des hommes politiques au XXe siècle.

## Histoire
La famille Le Gras du Luart, originaire du Mans, a été anoblie par charge au Grand Conseil à Paris en 1589 et titrée marquis sous le règne du roi Louis XV en 1726.

## Filiation
- Antoine Guillaume François Le Gras (-1775), 2e marquis du Luart, conseiller au Parlement de Paris (2 avril 1740)[réf. nécessaire]

## Personnalités
- Jacques du Luart (1881-1950), avocat, maire de Cropus (1925-1940), conseiller d'arrondissement (à partir de 1927), conseiller général de la Seine-Maritime (1931-1939), député de la Seine-Maritime (1932-1942) ;
- Ladislas du Luart (1900-1980), maire de Coudrecieux (1951-1977), conseiller général de la Sarthe et vice-président du conseil général de la Sarthe (1964-1976), sénateur de la Sarthe (1968-1977), époux de Leïla Hagondokoff ;
- Roland du Luart (1940), maire du Luart (1965-2001), sénateur de la Sarthe (1977-2014), conseiller général de la Sarthe (1979-2011), président de la communauté de communes du Pays de l'Huisne Sarthoise (1996-2006), président du conseil général de la Sarthe (1998-2011), président du Jockey Club (depuis 2014).

## Marquis du Luart
L'aîné de la famille se prénomme traditionnellement Roland.
- François du Luart (1691-1735), 1er marquis du Luart, épouse Nicole de Muyn
- Antoine du Luart (-1775), 2e marquis du Luart, fils du précédent
- Jean du Luart (1722-1812), 3e marquis du Luart, épouse Michelle des Escotais, frère du précédent
- Roland du Luart (1781-1868), 4e marquis du Luart, épouse Anne-Micheline d'Harcourt, fils du précédent
- Roland du Luart (1814-1890), 5e marquis du Luart, épouse Antoinette de Francqueville, fils du précédent
- Georges du Luart (1841-1925), 6e marquis du Luart, épouse Alexandrine du Cambout de Coislin, fils du précédent
- Roland du Luart (1872-1964), 7e marquis du Luart, épouse Madeleine de Montsaulnin de Fontenay, fils du précédent
- Roland du Luart (1898-1993), 8e marquis du Luart, épouse Else-Olivia Rose puis Simone Benoît de Nyvenheim, fils du précédent
- Roland du Luart (1940), 9e marquis du Luart, épouse Élisabeth d'Albert de Luynes Chevreuse, neveu du précédent

## Alliances
Les principales alliances de la famille Le Gras du Luart sont : Le Clerc de Lesseville (1636), des Escotais de Chantilly (1777), d'Harcourt (1811), de Francqueville (1839), Guyon de Guercheville (1869), du Cambout de Coislin (1870), de Montsaulnin de Fontenay (1897), de Montaigu (1898), de Janzé (1902), Reille (1905), de Turckheim (1913), de Lubersac (1927), du Pontavice (1928), de Wouters d’Oplinter (1929), de La Rochefoucauld (1929), Hagondokoff (1934), de Goulaine (1935), Odart de Rilly d’Oysonville (1948), de Lambilly (1951), Benoît de Nyvenheim (1957),  d’Oilliamson (1957), d'Albert de Luynes Chevreuse (1962), de Roussy de Sales, de Ritter-Zahony, Fenaux de Maismont (1987), de Ribes (1988), du Pont de Compiègne.

## Armes, titre
- Armes : D'azur à trois rencontres de cerf d'or[1]

- Titre : Marquis (1726)[1]